# 프리 가이
《프리 가이》(영어: Free Guy)는 2021년 개봉한 미국의 SF 액션 코미디 영화로, 숀 레비가 감독을 맡았다.
기존 2020년 7월 3일에 북아메리카 개봉 예정이었으나, 코로나19 범유행으로 인해 개봉이 2021년 8월 13일로 연기되었다.

## 줄거리
프리 시티라는 게임 속에 사는 Npc 캐릭터 '가이'. 늘 똑같은 루틴의 일상을 지내던 가이에게 그의 세계에 큰 지각변동을 일으킬 한 여자가 나타난다.

## 출연
- 라이언 레이놀즈 - 가이 역
- 조디 코머 - 밀리 / 몰로토브걸 역
- 릴 렐 하워리 - 버디 역
- 조 키리 - 월터 "키스" 매키 역
- 웃카시 앰부드카 - 마우저 역
- 타이카 와이티티 - 앤트완 역
- 브리트니 올드퍼드 - 미시 역
- 카밀 코스텍 - 초미녀 역
- 매티 카더로플 - 키스 역
- 마이크 디바인 - 조니 경관 역

게이머 잭셉틱아이, 닌자, 포키메인, 댄TDM, 레이저빔이 카메오 출연하였다. 또한 크리스 에번스, 라라 스펜서, 앨릭스 트리벡이 본인 역으로 카메오 출연하였다. 채닝 테이텀은 키스의 캐릭터 리벤저민 버튼스 역으로 카메오 출연하였다. 티나 페이는 키스의 청소기 돌리는 어머니 역, 휴 잭맨은 골목의 마스크 낀 아바타 역, 드웨인 존슨은 은행 강도 역, 존 크래신스키는 실루엣 게이머 역으로 전부 목소리 카메오 출연하였다.